# Scalps (1986)
Scalps ist ein 1986 entstandener Nachzügler der Italowestern-Welle, den Bruno Mattei unter Pseudonym inszenierte. Der Film kam im deutschsprachigen Raum im Mai 1989 auf Video zur Erstaufführung. Alternativtitel sind Scalps: Sie kämpft wie ein Mann und Es geht um deinen Skalp, Amigo!.

## Handlung
In einem entlegenen Fort der Südstaatler kann Kommandant Colonel Connor das Kriegsende nicht akzeptieren. Seine Männer sollen weiterkämpfen; zunächst schickt er sie los, um die äußerst attraktive Häuptlingstochter Yari in den von ihm befehligten Militärposten zu holen. Weil aber deren Vater, Häuptling Schwarzer Adler, die Herausgabe der Schönheit strikt verweigert, richten die Soldaten unter den Indianern ein Massaker an und nehmen die aufgrund der Connorschen Order verschonte, sich allerdings vehement wehrende Yari unter Anwendung von Gewalt mit sich. Nach einem ersten gescheiterten Fluchtversuch während einer Rast an einem Fluss gelingt ihr beim zweiten Mal – diesmal nachts – das Entkommen. Ihr Weg führt sie zum Anwesen des allein lebenden Ranchers Matt. Dieser ist nach dem Tod seiner Frau Evelyne ein ähnlich überzeugter Indianerhasser wie Connor; er hat aber, da er früher selbst unter dem fiesen Colonel als Lieutenant gedient hat, aller Gewalt abgeschworen und führt ein zurückgezogenes Leben. 
Der Weiße und die hübsche Indigene stehen sich anfangs feindlich gegenüber; Matt vereitelt sogar knapp einen Tötungsanschlag Yaris. Näher kommen sie sich erst, als die Verfolger auf der Ranch erscheinen, die sich in der Zwischenzeit die Unterstützung des indianischen Fährtenlesers Hondo gesichert haben. Matt bleibt nichts anderes übrig, als Hondo zu erschießen und den Anführer der „Grauröcke“, Sergeant Gordon (Bravo), mit einer Drohung fortzuschicken. Durch den Zwischenfall ist Matt gezwungen, gemeinsam mit Yari zu fliehen. Die von Connor wutentbrannt beschimpften Versager machen sich erneut auf, das Duo zu finden, das gleichzeitig Kontakt mit den wenigen Überlebenden des Massakers hat. Matt ist gezwungen, mit einem der Indianer um sein Leben zu kämpfen. Im Fortgang kann das ungleiche Paar seinen Häschern immer wieder entkommen; weil der Rancher einmal am Bein verwundet wird, übernimmt die gewandte und zielsichere Yari die Eliminierung der Feinde. 
Letztlich aber fällt Matt bei einem missglückten Diebstahl der Konföderierten-Pferde doch in die Hände Connors, der ihn dann unter Misshandlungen ins Fort schleift. Yari bleibt ihnen jedoch auf den Fersen, kann weitere Südstaatler – darunter Gordon – ausschalten, und jagt dem gerade zur Tötung seines ehemaligen Untergebenen ansetzenden Colonel zwei Pfeile in die Brust. Den Rest besorgt Matt selbst, und er skalpiert sein Opfer, Evelynes Vater, obwohl er Yaris Aktionen der gleichen Art zuvor immer rigoros verurteilt hatte.

## Kritik
Die Kritiker des Filmes urteilen divergent: Der Regisseur, zu dessen besseren Filmen dieser allerdings gehöre, breche eine Lanze für die geknechtete Indianerseele, schreibt Christian Keßler, „aber diese Lanze ist morsch und brüchig“: Dem Film gehe es vor allem um die Darstellung von Gewaltszenen und nicht um eine Geschichte. Er lobte allerdings die Fotografie des Werkes.
Yves Alion lobte hingegen, Mattei habe der Versuchung widerstanden, trotz einiger barocker Gewaltexzesse und dem rambo-esken Finale den Film allzu nach Linie zu drehen; ihm gelängen durchaus interessante Charaktere, sodass der ehrgeizige Film zu Bedauern über das Ende dieses Genres führe.
Das Lexikon des internationalen Films fand wenig Gefallen: „Überraschungsarme, banale Abenteuergeschichte im Western-Gewand, mit vielen Leichen und übertrieben krassen Szenen.“